# Susana Corella
Susana Nataly Corella Manzo (* 2. September 1983 in Guayaquil) ist eine ecuadorianische Fußballschiedsrichterin.
Seit 2013 steht sie auf der Liste der FIFA-Schiedsrichter und leitet internationale Fußballpartien.
Bei der Copa Libertadores Femenina 2016 und der Copa Libertadores Femenina 2021 pfiff Corella zwei bzw. drei Spiele, darunter jeweils ein Halbfinale.
Bei der Copa América 2018 in Chile und der Copa América 2022 in Kolumbien leitete Corella jeweils zwei Spiele.
Corella war Schiedsrichterin beim Algarve-Cup 2022.
Zudem wurde sie als Unterstützungsschiedsrichterin für die U-17-Weltmeisterschaft 2022 in Indien nominiert.